# María de Luna y Ayala
María  de Luna y Ayala ( ¿? – 1530), fue una noble castellana, consorte del I Señor de Orce.

## Orígenes familiares
María  de Luna y Ayala, fue hija de Pedro de Luna y Manuel, I Señor de Fuentidueña, hijo del célebre Álvaro de Luna, condestable de Castilla, y de su mujer Elvira de Ayala y Herrera, hija de Pedro García de Herrera y Rojas, señor de Ampudia, y de María de Ayala y Sarmiento, señora de Ayala.

## Biografía
En 1504, se hizo cargo de la crianza en solitario de sus hijas y de la administración del Señorío de Orce debido al fallecimiento de su marido, no obstante, en todo momento, el señorío jurisdiccional es administrado en nombre de su hija, Francisca Enríquez de Luna, II Señora de Orce.
En 1524, Diego Fernández de Villalán, Obispo de Almería inicia un pleito contra María de Luna y Ayala por el pago de los excusados que debe abonar en virtud de una Provisión Real de 18 de diciembre de 1513. Al cabo de 2 años, la tenacidad de María de Luna y Ayala en la defensa de los intereses de su señorío jurisdiccional obligaron a llegar a un acuerdo.

## Matrimonio e hijos
María  de Luna y Ayala contrajo matrimonio con Enrique Enríquez de Quiñones (m. 1504), hijo de Fadrique Enríquez de Mendoza, II señor de Medina de Rioseco, fue comendador de Montalbán en la Orden de Santiago, almirante de Sicilia, y mayordomo mayor de Fernando II de Aragón, con el que tuvo varios hijos:
1. Francisca Enríquez de Luna, II Señora de Orce, casada con Bernardo de Sandoval y Rojas, II marqués de Denia
2. Elvira Enríquez  de Luna, casada con Pedro Fernández de Córdoba y Pacheco, I marqués de Priego.
3. Teresa Enríquez de Luna, casada con Enrique Enríquez de Guzmán y Velasco, general al mando de Perpiñán.
4. María Enríquez de Luna, casada con Juan de Borja y Cattanei, II duque de Gandía.